# 4835 (1989 BQ)
4835 (1989 BQ) је Јупитеров тројански астероид са средњом удаљеношћу од Сунца која износи 5,190 астрономских јединица (АЈ).
Апсолутна магнитуда астероида је 9,8.